# Eurobowl 1991
Navigation
Édition précédente Édition suivante
L'Eurobowl 1991 est la 5e édition de l'Eurobowl.
Elle sacre les Hollandais des Amsterdam Crusaders.

## Clubs de l'édition 1991
| Équipe                       | Nationalité |
| ---------------------------- | ----------- |
| Berlin Adler                 | Allemagne   |
| Argonautes d'Aix-en-Provence | France      |
| Amsterdam Crusaders          | Pays-Bas    |
| Cardinals Ipswich            | Royaume-Uni |

## Les éliminatoires

### Les matches
| Date | Home       | Score  | Away       |
| ---- | ---------- | ------ | ---------- |
| ?    | Cardinals  | 50 - 0 | Argonautes |
| ?    | Argonautes | 7 - 37 | Crusaders  |

## Classements
| Qualifié en quarts de finale |

| Club                | Vic. | Nuls | Déf. | Pts | Pts pour | Pts contre |
| ------------------- | ---- | ---- | ---- | --- | -------- | ---------- |
| Cardinals Ipswich   | 1    | 0    | 0    | 2   | 50       | 0          |
| Amsterdam Crusaders | 1    | 0    | 0    | 2   | 37       | 7          |
| Argonautes d'Aix    | 0    | 0    | 2    | 0   | 7        | 87         |

## Play-offs

### Finale Eurobowl V
| Date | Vainqueur           | Score   | Perdant      |
| ---- | ------------------- | ------- | ------------ |
| ?    | Amsterdam Crusaders | 21 - 20 | Berlin Adler |

## Source
- (fr) Elitefoot
- (fr) Elitefoot